# غرفة دويلز
في عام 2004، تم افتتاح غرفة دويلز كغرفة بوكر عبر الإنترنت. تم تسمية الموقع باسم دويل برونسون، محترف بوكر. في أكتوبر 2011، استحوذت غرفة أوراق أمريكا على غرفة دويلز. قام برونسون مؤخرًا بقطع العلاقات ب غرفة دويلز بعد مصادرة نطاقات بوكرستارز وابسلوت بوكر وفول تيلت بوكر والتيميت بيت في 15 أبريل 2011 من قبل وزارة العدل في الولايات المتحدة ضد الولايات المتحدة ضد. شاينبرغ.

## تاريخ غرفة دويلز
تم تأسيس غرفة دويلز في عام 2004. في الأصل على شبكة بوكر تريبيكا (أصبحت الآن جزءًا من شبكة بلاي تيك أي بوكر)، انتقلت غرفة دويلز إلى مايكروغيمنغ (برايما) شبكة بوكر في عام 2007، ثم إلى شبكة كايك بوكر في يناير 2009، ثم إلى شبكة ياطحاي في يناير 2011.
تم تسميتها على اسم دويل برونسون، الفائز 10 مرات ببطولة العالم في لعبة البوكر، وقد تم ترخيص شبكة دويل برونسون للبوكر وتم دمجها في كوراساو، جزر الأنتيل الهولندية مع موقع الويب الذي ينص أيضًا على «استلام خطاب النيات من مالطا اليانصيب وسلطة الألعاب».
عرضت غرفة دويلز عددًا من خيارات لعبة بطاقة البوكر، بما في ذلك تيكساس هولديم وبادوجي وسبع بطاقات ستود واوكاها هولديم. إضافة إلى ذلك، استضافت غرفة البوكر بطولات منتظمة تضم شخصيات بوكر مثل دويل برونسون ومايك كارو وتود برانسون وهويت كوركينز واليك توريلي وسيندي فيوليت.
في 26 مايو 2011، تم الاستيلاء على غرفة دويلز وفقًا لتحقيق في انتهاك قوانين المقامرة عبر الإنترنت. بعد أحداث 15 أبريل، قطع دويل برونسون علاقته بغرفة دويلز.
في أكتوبر 2011، استحوذت غرفة اوراق أمريكا على غرفة دويلز.